# Falkenberg (Mark)

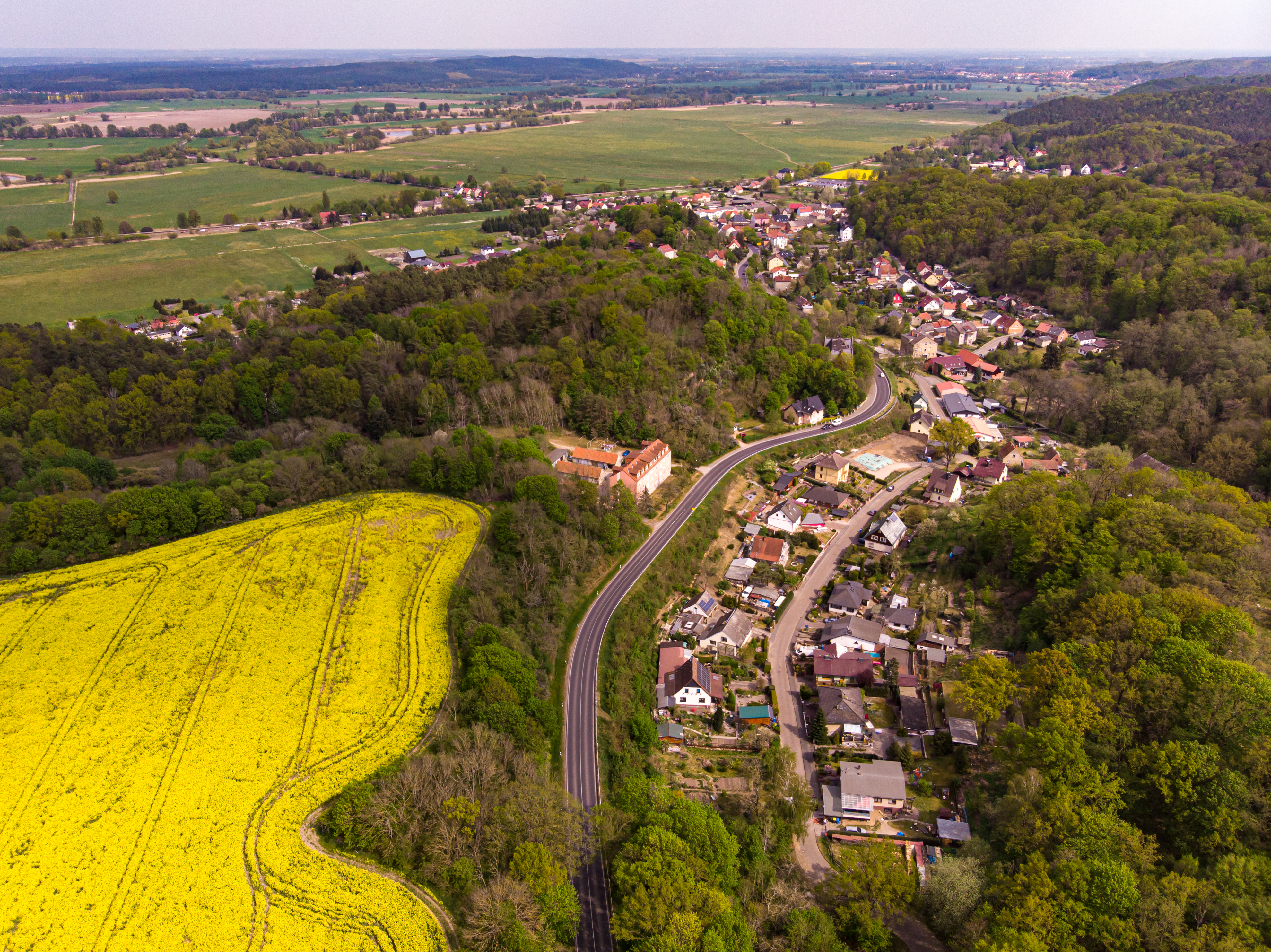
Blick auf Falkenberg, im Hintergrund die Neuenhagener Insel und Bad Freienwalde

Falkenberg ist eine Gemeinde im Landkreis Märkisch-Oderland in Brandenburg. Sie gehört dem Amt Falkenberg-Höhe an, das seinen Verwaltungssitz in der Gemeinde Falkenberg hat. Die Namengebung ist leicht verwirrend. Die (Groß-)Gemeinde trägt den Namen Falkenberg, der namengebende Ortsteil nennt sich offiziell Falkenberg/Mark.

## Geografie
Die Gemeinde liegt im Übergangsbereich des hügeligen, wald- und seenreichen Barnimplateaus zur weiten Fläche des Oderbruchs.

## Gemeindegliederung
Für die Gemeinde Falkenberg sind drei Ortsteile ausgewiesen.
- Dannenberg/Mark mit den Gemeindeteilen Bodenseichen, Dannenberg/Mark, Krummenpfahl, Platzfelde und Torgelow
- Falkenberg/Mark mit den Gemeindeteilen Cöthen, Falkenberg/Mark und Papierfabrik
- Kruge/Gersdorf mit den Gemeindeteilen Ackermannshof, Gersdorf, Kruge und Neugersdorf

Hinzu kommen die Wohnplätze Amalienhof, Broichsdorf, Tortz und Uchtenhagen.

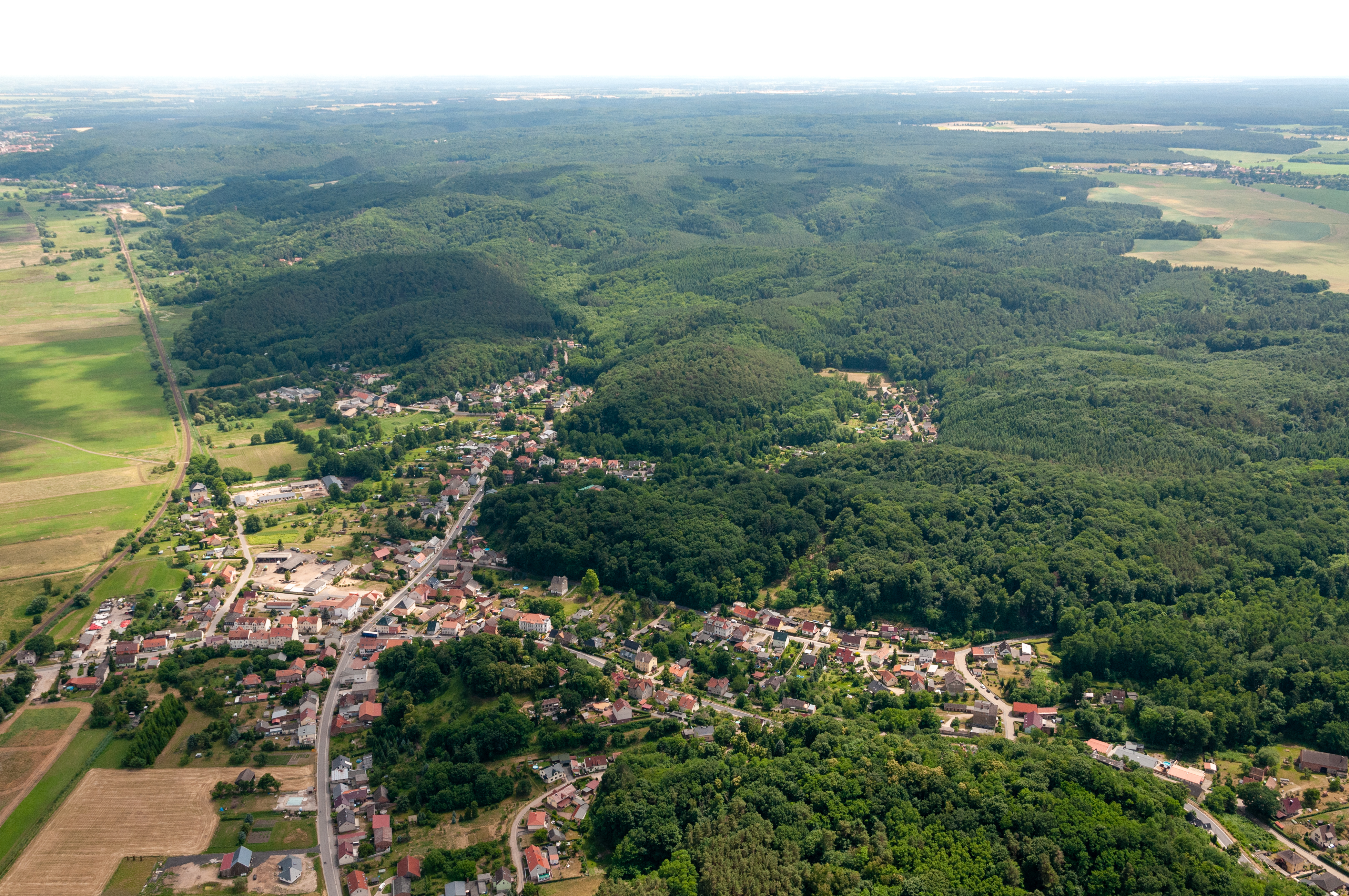
Falkenberg

## Geschichte
Falkenberg/Mark wird zusammen mit Cöthen 1334 erstmals urkundlich erwähnt. Das Kreuzangerdorf Gersdorf wurde im Jahre 1307 erstmals als Ghearddestrop und 1375 als Gerhardsdorf erwähnt. Im Mittelalter gehörte Gersdorf mit den benachbarten Höfen auf der wüsten Feldmark Kruge zum Besitz des Zisterzienserinnen-Klosters Friedland. Von 1568 bis 1573 war Kruge im Besitz derer von Pfuel.
Coethen wird im Ortschaftsverzeichnis des Barnim von 1375 unter dem Namen Koten genannt. 1451 hatte es 48 Hufen. Wer das Dorf bis in das 16. Jahrhundert besessen hat, ist nicht sicher nachgewiesen. 1590 kaufte es die Familie von Holzendorff. 1603 bis 1607 gehörte es der Familie von Falkenberg, dann der Familie des Reichsgrafen von Flemming, der es 1721 zusammen mit Danneberg und Falkenberg an Gottfried von Jena verkaufte. Die Familie von Jena gehört zum Briefadel, die einzelnen Vertreter erhielten zwischen den Jahren 1658 und 1663 die Reichsadelsbestätigung. Sie bildete immer wieder einzelne genealogische Linien heraus, die sich dann aneinander beerbten, so auch für Cöthen, welches mehrfach innerhalb der Familie wechselte. Zwei Generationen nach dem Kauf des Gutes folgte der Marschall des Johanniterordens Friedrich Wilhelm von Jena (1735–1774), verheiratet mit Anna Luise von Unruh. In seiner Hand war neben Cöthen, Falkenberg, Dannenberg ebenso das Jenasche Hauptgut Döbbernitz. Der Erbe, seine Karriere begann standesgemäß auf der Brandenburger Ritterakademie, Major Karl Friedrich von Jena verheiratete sich mit Sophie Gans Edle Herren zu Putlitz, sie brachte das Gut Nettelbeck mit in die Ehe und damit als Besitz in die Familie. Später übernimmt der Nachfahre Wilhelm von Jena (1797–1879) Cöthen. Schon vor 1874 saß Jena mit weiteren Honoratioren, wie etwa Wilhelm Prinz von Baden, im Kuratorium des 1859 gegründeten Victoria-Institut zu Falkenberg in der Mark. Diese Einrichtung diente der Förderung des englischen Sprachstudiums. Der Unterricht dort wurde im konventionellen Klassenverband erteilt, die Schülerschaft und der Lehrkörper kam aus ganz Brandenburg. Im Jahre 1879 wird erstmals ein Generaladressbuch der Rittergutsbesitzer für das Königreich Preußen veröffentlicht. Zu Cöthen mit Dannenberg gehören stolze 2297 ha, Gut Torgelow des Weiteren mit 460 ha. Inzwischen ist Cöthen ein Familienfideikommiss, und so erbt dessen Tochter Hedwig und ehelicht den gleichnamigen Vetter Wilhelm von Jena (1826–1904). Deren gemeinsamer Sohn Fritz von Jena ist der nächste Fideikommissherr auf Cöthen. Sein Enkel Karl Eduard von Jena und dessen Frau Sigrid von Oertzen-Tessin sind das letzte Cöthener Gutsbesitzerehepaar bis zur Bodenreform.
In der DDR befand sich im vormaligen Gutshaus von Coethen ein Internat für Kinder mit Eltern im diplomatischen Dienst. Das Gebäude beherbergt jetzt eine Förderschule der Stephanus-Stiftung.
Falkenberg gehörte seit 1817 zum Kreis Oberbarnim in der Provinz Brandenburg und ab 1952 zum Kreis Bad Freienwalde im DDR-Bezirk Frankfurt (Oder). Seit 1993 liegt die Gemeinde im brandenburgischen Landkreis Märkisch-Oderland.
Eingemeindungen
Dannenberg/Mark und Kruge/Gersdorf wurden am 31. Dezember 2001 eingemeindet. Die Gemeinde Kruge/Gersdorf war am 1. Oktober 1961 durch den Zusammenschluss der beiden namensgebenden Orte entstanden.

## Bevölkerungsentwicklung
| Jahr | Einwohner |
| ---- | --------- |
| 1875 | 1.013     |
| 1890 | 1.197     |
| 1910 | 1.484     |
| 1925 | 1.650     |
| 1933 | 2.522     |
| 1939 | 2.460     |

| Jahr | Einwohner |
| ---- | --------- |
| 1946 | 2.539     |
| 1950 | 2.790     |
| 1964 | 2.540     |
| 1971 | 2.466     |
| 1981 | 2.093     |
| 1985 | 1.961     |

| Jahr | Einwohner |
| ---- | --------- |
| 1990 | 1.884     |
| 1995 | 1.718     |
| 2000 | 1.622     |
| 2005 | 2.479     |
| 2010 | 2.316     |
| 2015 | 2.208     |

| Jahr | Einwohner |
| ---- | --------- |
| 2020 | 2.269     |
| 2021 | 2.255     |
| 2022 | 2.225     |
| 2023 | 2.210     |
| 2024 | 2.208     |

Gebietsstand des jeweiligen Jahres, Einwohnerzahl: Stand 31. Dezember (ab 1991), ab 2011 auf Basis des Zensus 2011, ab 2022 auf Basis des Zensus 2022

## Politik
Die Gemeindevertretung von Falkenberg besteht aus 12 Gemeindevertretern und dem ehrenamtlichen Bürgermeister. Die Kommunalwahl am 9. Juni 2024 führte bei einer Wahlbeteiligung von 68,1 % zu folgendem Ergebnis:
| Partei / Wählergruppe                              | Stimmenanteil 2019 | Sitze 2019 |        | Stimmenanteil 2024 | Sitze 2024 |
| -------------------------------------------------- | ------------------ | ---------- | ------ | ------------------ | ---------- |
| AfD                                                | –                  | –          | 23,6 % | 3                  |            |
| Förderverein Freiwillige Feuerwehr Falkenberg/Mark | 23,0 %             | 3          | 22,7 % | 3                  |            |
| Falkenberger Sportverein „Th. Fontane“             | 11,8 %             | 1          | 13,6 % | 2                  |            |
| Förderverein Freiwillige Feuerwehr Kruge-Gersdorf  | 07,5 %             | 1          | 10,4 % | 1                  |            |
| Einzelbewerberin Karin Fritsche                    | –                  | –          | 07,3 % | 1                  |            |
| Bündnis 90/Die Grünen                              | 07,3 %             | 1          | 06,9 % | 1                  |            |
| Einzelbewerber Rico Ewald                          | 04,7 %             | 1          | 06,0 % | 1                  |            |
| Einzelbewerber Daniel Kufeld                       | –                  | –          | 04,1 % | –                  |            |
| Einzelbewerberin Franziska Dörge                   | –                  | –          | 03,1 % | –                  |            |
| Förderverein Freiwillige Feuerwehr Dannenberg/Mark | 04,0 %             | –          | 02,4 % | –                  |            |
| SPD                                                | 18,9 %             | 2          | –      | –                  |            |
| CDU                                                | 09,7 %             | 1          | –      | –                  |            |
| Einzelbewerberin Steffi Waga                       | 06,6 %             | 1          | –      | –                  |            |
| Einzelbewerber Marcel Ewald                        | 04,3 %             | 1          | –      | –                  |            |
| Einzelbewerber Matthias Bodag                      | 01,4 %             | –          | –      | –                  |            |
| Einzelbewerberin Anna Bakonyi                      | 00,9 %             | –          | –      | –                  |            |
| Insgesamt                                          | 100 %              | 12         | 100 %  | 12                 |            |

### Bürgermeister
- 1994–2014: Lothar Papenfuß (SPD)
- seit 2014: Christian Ziche (Wählergruppe Freiwillige Feuerwehr Falkenberg/Mark)[24][25]

Ziche wurde in der Bürgermeisterwahl am 26. Mai 2019 wiedergewählt. Er wurde am 9. Juni 2024 ohne Gegenkandidat mit 60,9 % der gültigen Stimmen in seinem Amt bestätigt. Seine Amtszeit beträgt fünf Jahre.

### Partnergemeinden
- Trzciel, (deutsch Tirschtiegel) in Polen (seit 2000)

## Sehenswürdigkeiten
- Dorfkirche Coethen: Backsteinbau mit Putzgliederung, 1830 nach Plänen von Schinkel erbaut[29]
- Dorfkirche Falkenberg: Fachwerkbau von 1820[30]
- Dorfkirche Gersdorf: Feldsteinbau Mitte des 13. Jh.[31]
- Landschaftspark im Cöthener Fließtal. Nach einer Idee von Carl Friedrich von Jena in den 1820er Jahren gestaltet.[32] Theodor Fontane beschrieb den Park in seinen Wanderungen durch die Mark Brandenburg.[33]
- „Ida-Eiche“ im Wald zwischen Falkenberg und Coethen. 300 bis 400 Jahre alte Traubeneiche,[34] die auch Fontane nennt.

In der Liste der Baudenkmale in Falkenberg (Mark) stehen die in der Denkmalliste des Landes Brandenburg eingetragenen Denkmäler.

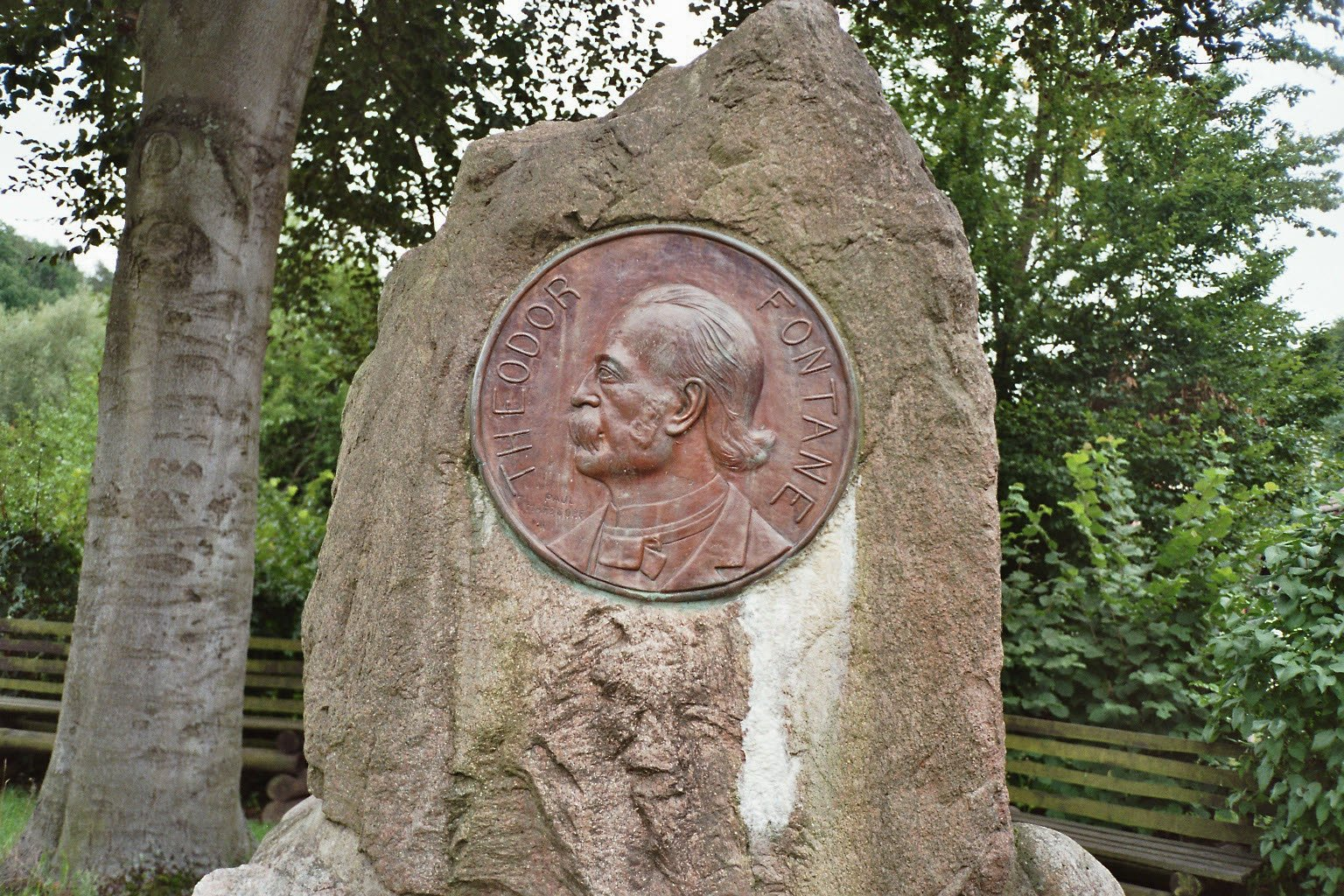
Kupferrelief von Theodor Fontane in Falkenberg
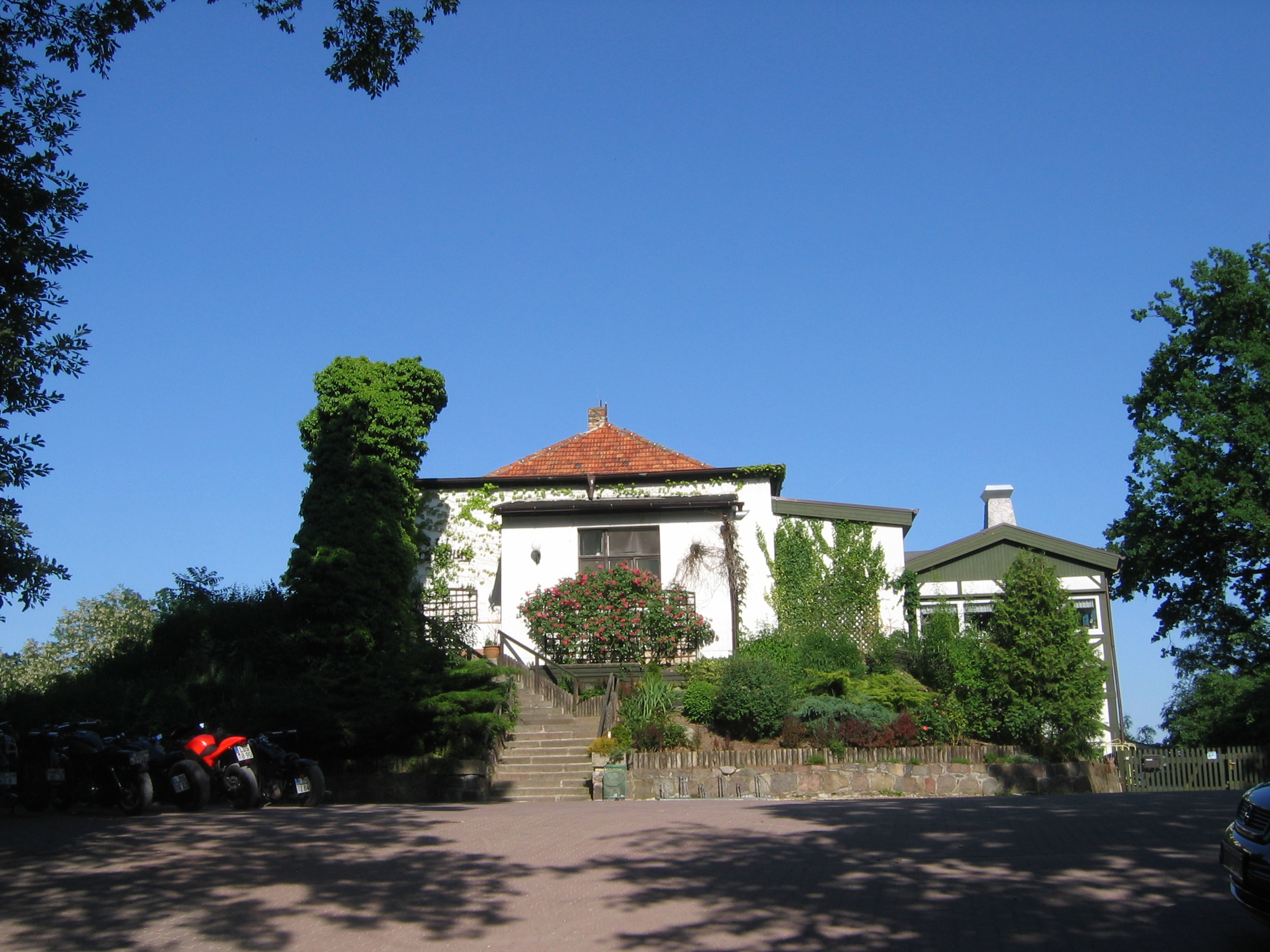
Carlsburg
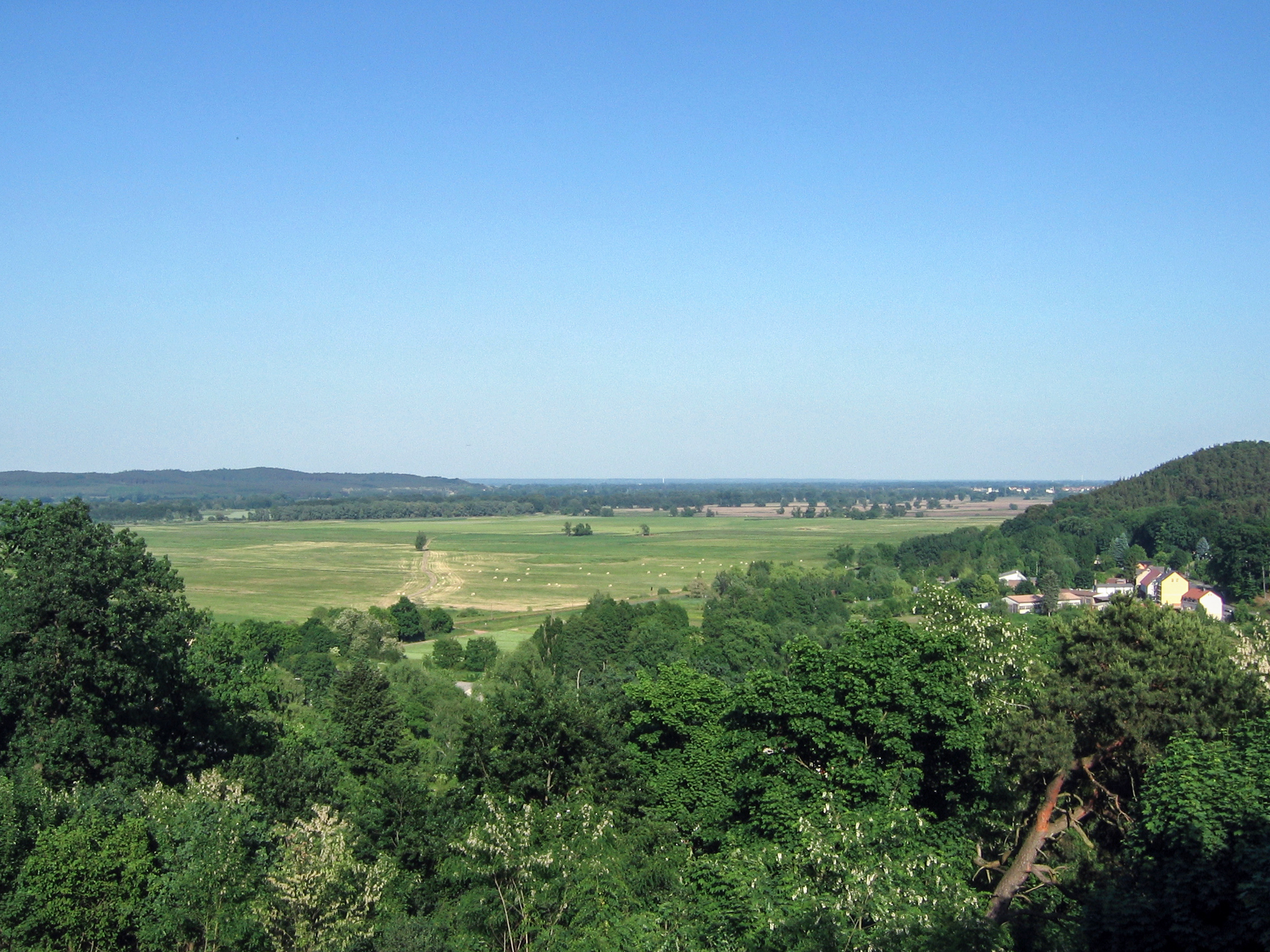
Blick von der Carlsburg (im Hintergrund die Neuenhagener Insel)
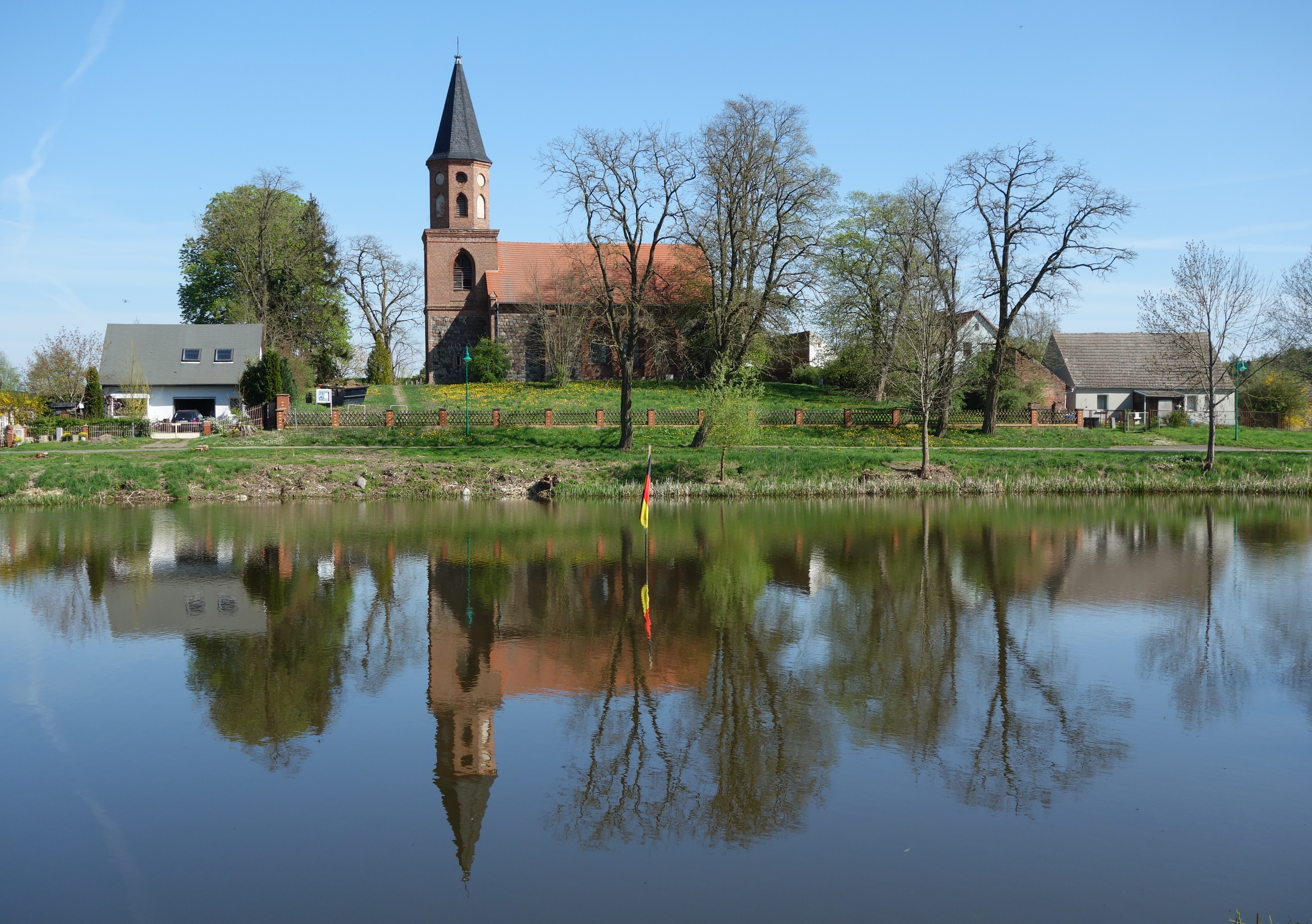
Dorfkirche Dannenberg
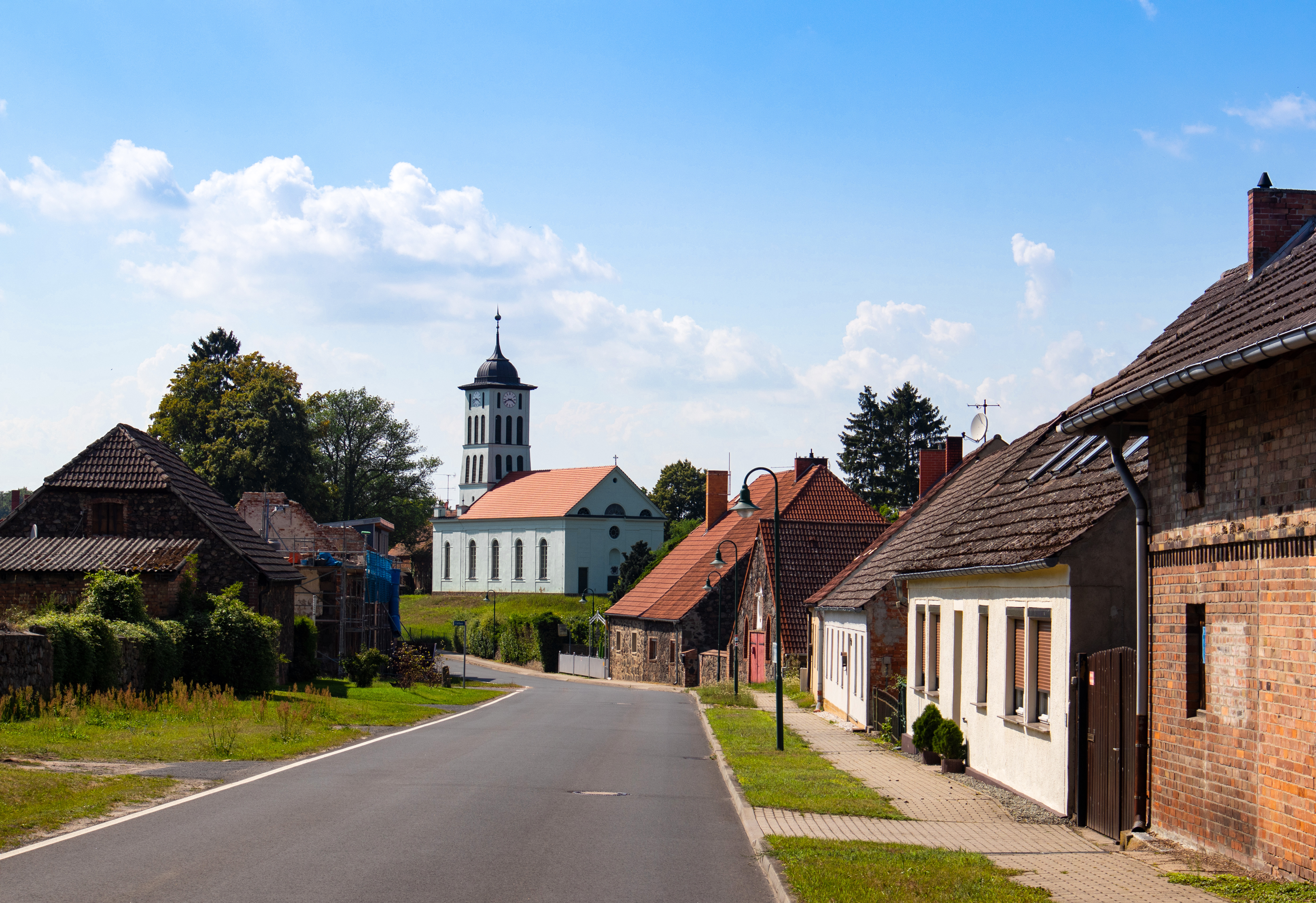
Kirche mit Hauptstraße L35 in Cöthen

## Verkehr
Die B 167 führt zwischen Eberswalde und Bad Freienwalde (Oder) durch Falkenberg.
Der Haltepunkt Falkenberg (Mark) liegt an der Bahnstrecke Eberswalde–Frankfurt (Oder). Er wird stündlich von der Regionalbahnlinie RB 60 Eberswalde–Frankfurt (Oder), betrieben von der Niederbarnimer Eisenbahn (NEB), bedient.

## Persönlichkeiten
- Wilhelm von Jena (1797–1879), Gutsbesitzer, auf Gut Cöthen geboren
- Klaus-Dietrich Krüger (1936–2005), Politiker (SPD), Mitglied des Landtags Brandenburg
- Bernd Moldenhauer (1949–1980), DDR-Dissident, vermutlich im Auftrag des MfS ermordet, in Falkenberg geboren
- Käthe Zillbach (1952–2005), Politikerin in Berlin, lebte in den 1990er Jahren bis zu ihrem Tod im Ortsteil Amalienhof